# Гильдия режиссёров Америки
Гильдия режиссёров Америки; ГРА (англ. Directors Guild of America; DGA) — гильдия, представляющая интересы режиссёров кино и телевидения США.

## Общие сведения
- Основана в 1936 году.
- Количество членов — более 15 000 (на 2013 год)[1].
- Центральный офис — США, Калифорния, Лос-Анджелес, Бульвар Сансет, 7920.
- Ключевые фигуры: Пэрис Барклай — президент (с июня 2013 года)[2]; Винсент Мисиано — вице-президент; Майкл Эптед — секретарь-казначей (с января 2012 года)[3]; Джей Рот[англ.] — национальный исполнительный режиссёр.

Большинство крупных киностудий США имеют соглашение с ГРА, что для съёмок своих фильмов они могут приглашать режиссёров и членов режиссёрской команды только состоящих в Гильдии. При этом режиссёр не может получать жалованье менее 8000 долларов в неделю. Из известных голливудских режиссёров, не состоящих в Гильдии, можно отметить Джорджа Лукаса (никогда не состоял) и Роберта Родригеса (покинул Гильдию в 2004 году); Квентин Тарантино стал членом Гильдии лишь в 2012 году, сняв до этого шесть полнометражных фильмов.

## История
Гильдия была основана в 1936 году под названием Гильдия режиссёров экрана. В 1960 году она объединилась с Гильдией режиссёров радио и телевидения и получила название Гильдия режиссёров Америки.
С 1938 года ежегодно вручается Премия Гильдии режиссёров Америки: за всю историю её существования получившие эту награду в категории «Лучшая режиссура в полнометражном фильме» лишь семь раз не получили соответствующего «Оскара».
С 1978 года Гильдия придерживается правила «один фильм — один режиссёр», то есть в титрах фильма может быть указан только один режиссёр. Исключение делается для давно и успешно сработавшихся пар, например, сёстры Вачовски или братья Коэн, или если лента состоит из нескольких частей на разных языках, например, альманах. В 2004 году режиссёр Роберт Родригес совместно с режиссёром Фрэнком Миллером начали съёмки «Города грехов». Поскольку первый состоял в ГРА, а второй — нет, и у режиссёров не было совместных работ, Гильдия отказала им в праве указать в титрах в качестве режиссёров обоих кинематографистов. Поскольку для Родригеса и Миллера это был принципиальный вопрос, первый вышел из Гильдии, получив вместе с тем свободу писать титры по собственному разумению.

## Президенты ГРА
В 2002 году впервые президентом Гильдии стала женщина — Марта Кулидж; в 2013 году впервые президентом Гильдии стал чернокожий — Пэрис Баркли.